# Bigfork (Minnesota)
Bigfork es una ciudad ubicada en el condado de Itasca en el estado estadounidense de Minnesota. En el Censo de 2010 tenía una población de 446 habitantes y una densidad poblacional de 95,24 personas por km².

## Geografía
Bigfork se encuentra ubicada en las coordenadas 47°44′43″N 93°39′10″O / 47.74528, -93.65278. Según la Oficina del Censo de los Estados Unidos, Bigfork tiene una superficie total de 4.68 km², de la cual 4.59 km² corresponden a tierra firme y (1.88%) 0.09 km² es agua.

## Demografía
Según el censo de 2010, había 446 personas residiendo en Bigfork. La densidad de población era de 95,24 hab./km². De los 446 habitantes, Bigfork estaba compuesto por el 97.09% blancos, el 0.67% eran afroamericanos, el 1.12% eran amerindios, el 0.45% eran asiáticos, el 0% eran isleños del Pacífico, el 0% eran de otras razas y el 0.67% pertenecían a dos o más razas. Del total de la población el 0.45% eran hispanos o latinos de cualquier raza.